# Der Rächer von Casamare
Der Rächer von Casamare ist ein US-amerikanischer Abenteuerfilm aus dem Jahr 1951 von Phil Karlson und Irving Pichel mit John Derek und Anthony Quinn in den Hauptrollen. Der Film wurde von Columbia Pictures produziert.

## Handlung
Zur Zeit des Sardinisch-Österreichischen Krieges 1848 ist Viovanni Larocca der Militärgouverneur der Garnison Casamare. Unter der Statue des verehrten Grafen von Monte Christo verkündet er den Einwohnern des Städtchens Casamare die Vertreibung der österreichischen Invasoren. Später erfährt er, dass der Graf di Morna herausgefunden hat, dass hohe Geldbeträge auf sein Schweizer Konto eingezahlt wurden. Larocca ermordet den Grafen und lässt es wie Selbstmord aussehen. Es entstehen Gerüchte, dass der Graf ein Verräter sei.
Capitano Renato di Morna, der Sohn des Grafen, kehrt verwundet nach Casamare zurück und wird zu seinem Erstaunen von den Einwohnern kühl und zurückhaltend begrüßt. Als er als Sohn eines Verräters von Stadtbewohnern angegriffen wird, kommt ihm Larocca zu Hilfe und bringt ihn zum Schloss des Grafen, das nun als Laroccas Hauptquartier dient. In seinem alten Zimmer erholt sich Renato von seiner Verletzung, behält dabei misstrauisch Larocca und dessen Stellvertreter Colardi im Auge. Zur gleichen Zeit besucht der Junge Jacopo Maria d'Orsini und ihren Freund Rollo D'Anterras, um sie über Renatos Rückkehr zu informieren. Am Abend besucht Maria Renato, kann aber dessen Besorgnis wegen Larocca nicht nachvollziehen.
Renato gibt vor, dass seine Verletzung schwerer ist, als es den Anschein hat. Dadurch lässt man ihn alleine, so dass er die Geheimgänge im Schloss nutzen und Larocca belauschen kann. So bekommt Renato mit, dass Larocca die Kunstsammlung der Stadt an den Kaufmann Signor Donner verkauft. Später beauftragt Larocca Colardi mit der Verhaftung der Familie D'Anterras. Kurz darauf verschwindet das Schwert der Monte-Christo-Statue. Colardis Soldaten haben Rollo festgenommen und dessen Eltern getötet. Ein maskierter Unbekannter, der sich als Geist von Monte Christo bezeichnet, befreit Rollo, der sich zu Maria flüchtet und ihr alles erzählt. Larocca sucht mit einem seiner Soldaten das Anwesen der d'Orsinis auf und findet Rollo vor. Der Maskierte erscheint, bekämpft den Soldaten und bringt Rollo, Maria und deren Onkel Zio in die Wälder. Dort erkennt Maria in dem Maskierten Renato, der ihr erklärt, dass er Larocca bekämpfen und seinen Vater rächen will. In Renatos Maske reitet Maria auf den Schlosshof und lenkt die Soldaten ab, damit Renato auf sein Zimmer schleichen kann. 
Nachdem Larocca sein letztes Geschäft mit Donner gemacht hat, wird der Wagenzug des Händlers von dem Maskierten gestoppt. Er nimmt den Kaufvertrag an sich und kehrt heimlich ins Schloss zurück. Im Studierzimmer seines Vaters findet er einen Koffer Laroccas und ein Kassenbuch mit codierten Informationen. Colardi erwischt den Maskierten, wird aber von diesem k. o. geschlagen. Renato hinterlässt den Kaufvertrag zerknüllt in Colardis Hand. Larocca findet Colardi und tötet den vermeintlichen Verräter. In den Wäldern können Renato, Rollo und Maria den Code entziffern. Die Information lässt Renato eine Grotte an der Küste in der Nähe von Rollos Anwesen aufsuchen. Dort beobachtet er Larocca, der österreichische Soldaten, die in Booten angelandet wurden, zur Garnison führt. Larocca kann die italienischen Soldaten zur Aufgabe bringen, die Österreicher übernehmen die Garnison. 
Renato eilt zur Gruppe in den Wäldern zurück und berichtet von seinen Beobachtungen. Während Rollo und Zio losreiten, um Verstärkung heranzuholen, soll Renato den Zeitpunkt der Invasion herausfinden. Jedoch werden Rollo und Zio gefangen genommen und hingerichtet. Auch Maria und Renato geraten in Gefangenschaft und werden im Schlossturm eingesperrt. Larocca bittet Maria, mit ihm in die Schweiz zu gehen. Während ihres Gesprächs erfährt Maria, dass die Invasion am nächsten Tag stattfinden soll. Sie kann Renato eine Nachricht zukommen lassen. Da keine Zeit mehr ist, italienische Truppen zu alarmieren, will Renato die Einwohner zur Abwehr der Österreicher bewegen. In seiner Maske kann er aus dem Turm entkommen und in die Stadt reiten. Larocca erscheint und enthüllt die Identität des Maskierten. Die Einwohner hegen Misstrauen, bis die von Jacopo geläuteten Kirchenglocken die Ankunft der österreichischen Flotte verkünden. Die Einwohner stürmen die Garnison. Renato bemerkt, dass Larocca Maria geschnappt hat und flüchten will. Er kann die Kutsche stoppen und Larocca in einem Duell töten. Die Einwohner haben die Österreicher in der Garnison besiegt und damit ihre Stadt und gleichzeitig Italien gerettet.

## Produktion

### Hintergrund
Gedreht wurde der Film von Anfang Oktober bis Anfang November 1950 auf der Iverson Movie Ranch in Chatsworth.
Columbia hatte den Regisseur Irving Pichel engagiert, der auch mit den Dreharbeiten begann. Pichel verletzte sich durch einen Unfall am Fuß und musste Ende Oktober durch Phil Karlson ersetzt werden.

### Stab
Jean Louis kreierte die Kostüme. Verantwortlicher Toningenieur war Russell Malmgren, musikalischer Direktor Morris Stoloff.

### Besetzung
In kleinen nicht im Abspann erwähnten Nebenrollen traten Trevor Bardette, John Doucette, Claire Du Brey, Gregory Gaye, Bernie Gozier, Minerva Urecal, Philip Van Zandt, Roland Varno und Charles Wagenheim auf. Ebenfalls unerwähnt blieb Wilton Graff als Graf di Morna.

## Synchronisation
| Rolle            | Schauspieler    | Deutscher Synchronsprecher |
| ---------------- | --------------- | -------------------------- |
| Rollo D'Anterras | Eugene Iglesias | Andreas Fröhlich           |
| Signor Donner    | Ian Wolfe       | Klaus Jepsen               |
| Stadtbewohnerin  | Claire Du Brey  | Luise Lunow                |
| Graf di Morna    | Wilton Graff    | Eric Vaessen               |
| Laroccas Diener  | unbekannt       | Georg Tryphon              |

Anmerkung: Die kursiv geschriebenen Namen sind Rollen und Darsteller, die nicht im Abspann erwähnt wurden.

## Veröffentlichung
Die Premiere des Films fand am 26. Juni 1951 in New York statt. In der Bundesrepublik Deutschland kam er am 2. September 1952 in die Kinos, in Österreich im September 1953.

## Kritiken
Das Lexikon des internationalen Films schrieb: „Abenteuerkino im Stil der ‚Graf von Monte Christo‘-Filme.“
Bosley Crowther von der The New York Times befand, es genüge anzumerken, dass die Abenteuer im Geiste der vorherigen „Monte Christo“-Filme seien. Als eine schnelle, auffällige Pferdeoper mit Kostümen sei der Film dynamisch, unterhaltsam und harmlos.